# Antalya Spor Salonu
Die Antalya Spor Salonu (deutsch Antalya Sporthalle) ist eine Mehrzweckhalle im türkischen Landkreis Muratpaşa der Provinz Antalya. Sie liegt nur wenige hundert Meter vom 2015 eröffneten Fußballstadion Antalya Stadyumu entfernt und bietet 10.000 Sitzplätze. Sie wird von der Basketball- und der Volleyballabteilung des Sportvereins Antalyaspor sowie dem Basketballclub Kepez Belediyespor aus dem Landkreis Kepez genutzt. 

## Geschichte
Die Halle war als ein Spielort der Basketball-Weltmeisterschaft 2010 vorgesehen, doch konnte das Bauprojekt nicht rechtzeitig fertiggestellt werden. Sie wurde am 23. September 2016 mit dem Basketballspiel Antalyaspor gegen Galatasaray Istanbul eröffnet. 2022 war die Spor Salonu Austragungsort der FIVB Volleyball Women’s Club World Championship. Der Antalya Spor Salonu war Vorrundenspielort der Volleyball Nations League der Frauen 2023 und der Volleyball Nations League der Männer 2024. Die Sportarena ist als eine von sechs Austragungsstätten der Handball-Europameisterschaft der Frauen 2026 vorgesehen.

## Galerie

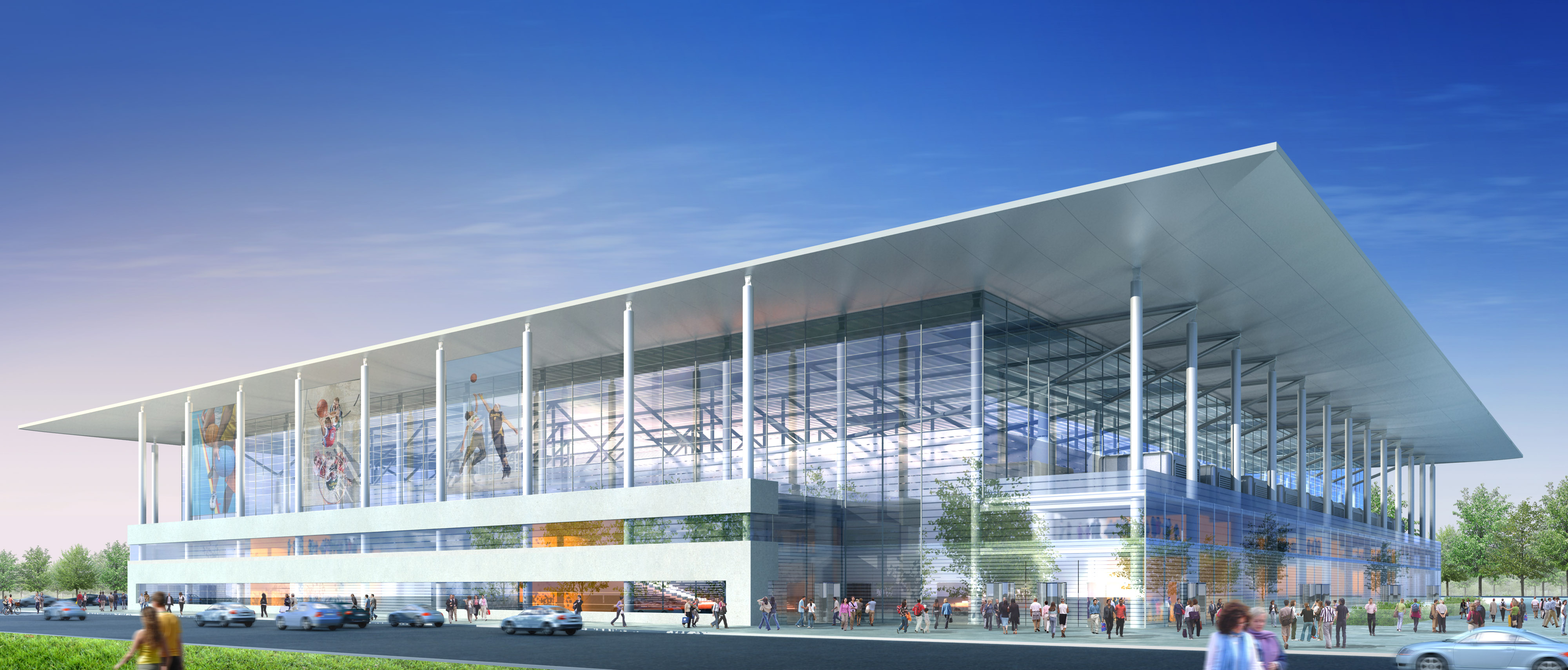
Gerendertes Bild der Außenansicht von Populous (2006)
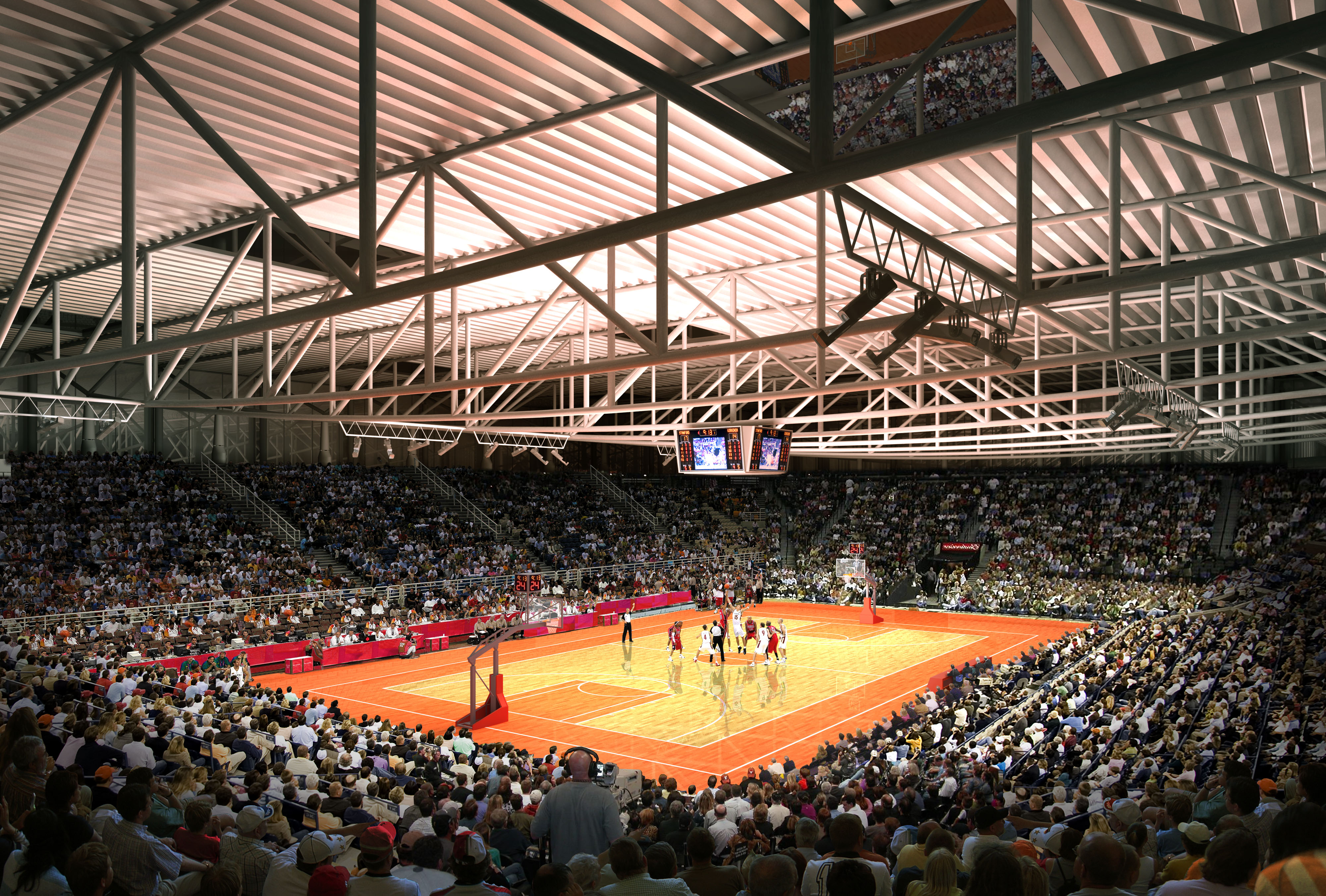
Gerendertes Bild vom Innendesign von Populous (2006)